# Efoulan (Dzeng)
Pour les articles homonymes, voir Efoulan (homonymie).
Efoulan est un village du Cameroun situé dans le département du Nyong-et-So'o et la région du Centre. Il fait partie de la commune de Dzeng.

## Population
En 1963, Efoulan comptait 214 habitants, principalement des Bané. Lors du recensement de 2005, on y a dénombré 98 personnes.